# The End of This Chapter - Best Of
The End of This Chapter - Best Of är ett samlingsalbum med musikgruppen Sonata Arctica från 2005.

## Låtlista
1. "...of Silence" - 1:17
2. "Weballergy" - 3:52
3. "8th Commandment" - 3:42
4. "FullMoon" - 5:08
5. "Ain't Your Fairytale" - 5:18
6. "UnOpened" - 3:43
7. "Abandoned, Pleased, Brainwashed, Exploited" - 5:37
8. "Don't Say a Word" - 4:15
9. "Victoria's Secret" - 4:43
10. "Blank File" - 4:06
11. "My Land" - 4:38
12. "Black Sheep" - 3:42
13. "Wolf & Raven" - 4:16
14. "San Sebastian" - 4:38
15. "The Cage" - 4:38
16. "The End of This Chapter" - 7:02
17. "Draw Me" - 5:06